# 南砺警察署
南砺警察署（なんとけいさつしょ）は、富山県警察が管轄する警察署の一つである。識別章所属表示はNTである。将来的に砺波警察署及び小矢部警察署との統合が計画されている。

## 沿革
- 2005年（平成17年）4月1日：旧井波警察署と旧福光警察署を統合し開署。庁舎は旧福光警察署を使用、旧井波警察署は「井波幹部交番」に名称を変更[3][4]。
- 2024年（令和6年）2月15日：将来的な砺波警察署及び小矢部警察署との統合に先立ち、署長、副署長、次長を除く警察官140人による3署兼務体制に移行[2]。

## 所在地
- 富山県南砺市荒木1008番地

## 組織
- 署長（警視）
- 副署長兼警務課長兼警備課長（警視）
  - 警務課
    - 警務係、県民相談係

  - 警備課
    - 警備係
- 会計課長
  - 会計課
    - 会計係
- 刑事生活安全課長
  - 刑事生活安全課
    - 庶務係、生活安全係、刑事係、鑑識係
- 地域交通課長 
  - 地域交通課
    - 地域総務係、自動車警ら係、企画送致係、指導係、事故捜査係

## 管轄区域
- 南砺市
  - なお、旧井波警察署が管轄していた砺波市庄川町の区域は、統合に伴い砺波警察署の管轄に変更されている[3][4]。

## 幹部交番
2020年時点。
- 井波幹部交番（南砺市坪野416）

## 交番
- 直轄地域（南砺市荒木1008、南砺警察署内） - 富山県警察においては、署所在地交番を「直轄地域」として規定している[1]。
- 城端交番（南砺市野田1366-1）
- 福野交番（南砺市福野1316-48）

## 警察官駐在所
- 石黒警察官駐在所（南砺市川西385）
- 西太美警察官駐在所（南砺市才川七793-1）
- 東太美警察官駐在所（南砺市土生新352）
- 北山田警察官駐在所（南砺市宗守29-3）
- 南蟹谷警察官駐在所（南砺市砂子谷1204-4）
- 平警察官駐在所（南砺市下梨2067-1）
- 上平警察官駐在所（南砺市新屋786-1）
- 井口警察官駐在所（南砺市宮後203-2）
- 利賀警察官駐在所（南砺市利賀村27-1）

## 隣接する警察署
富山県警察
- 小矢部警察署
- 砺波警察署
- 富山西警察署

石川県警察
- 金沢中警察署
- 金沢東警察署
- 白山警察署

岐阜県警察
- 高山警察署
- 飛騨警察署